# Черновые металлы

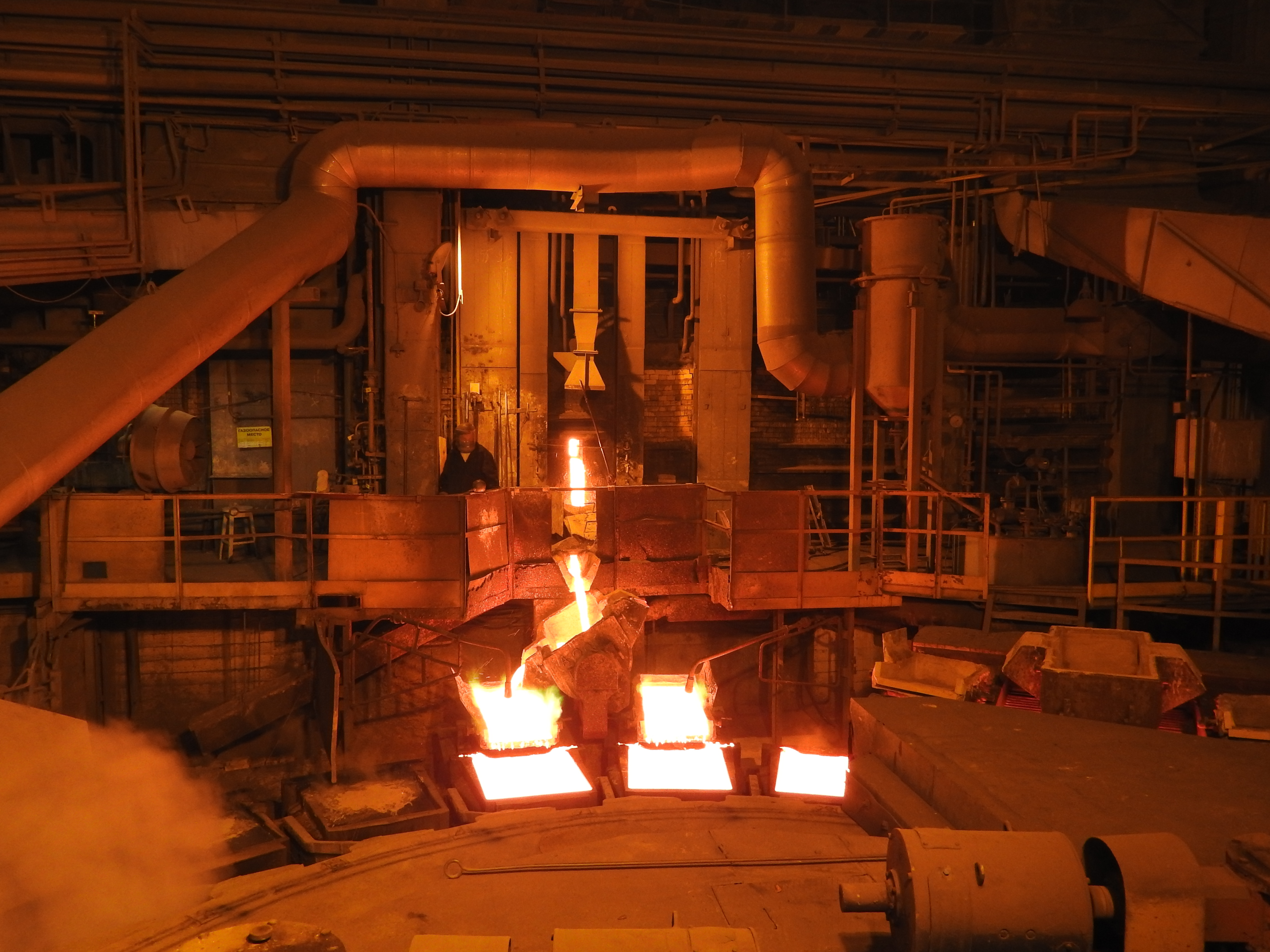
Розлив черновой меди в аноды на заводе «Уралэлектромедь» для последующего электролиза

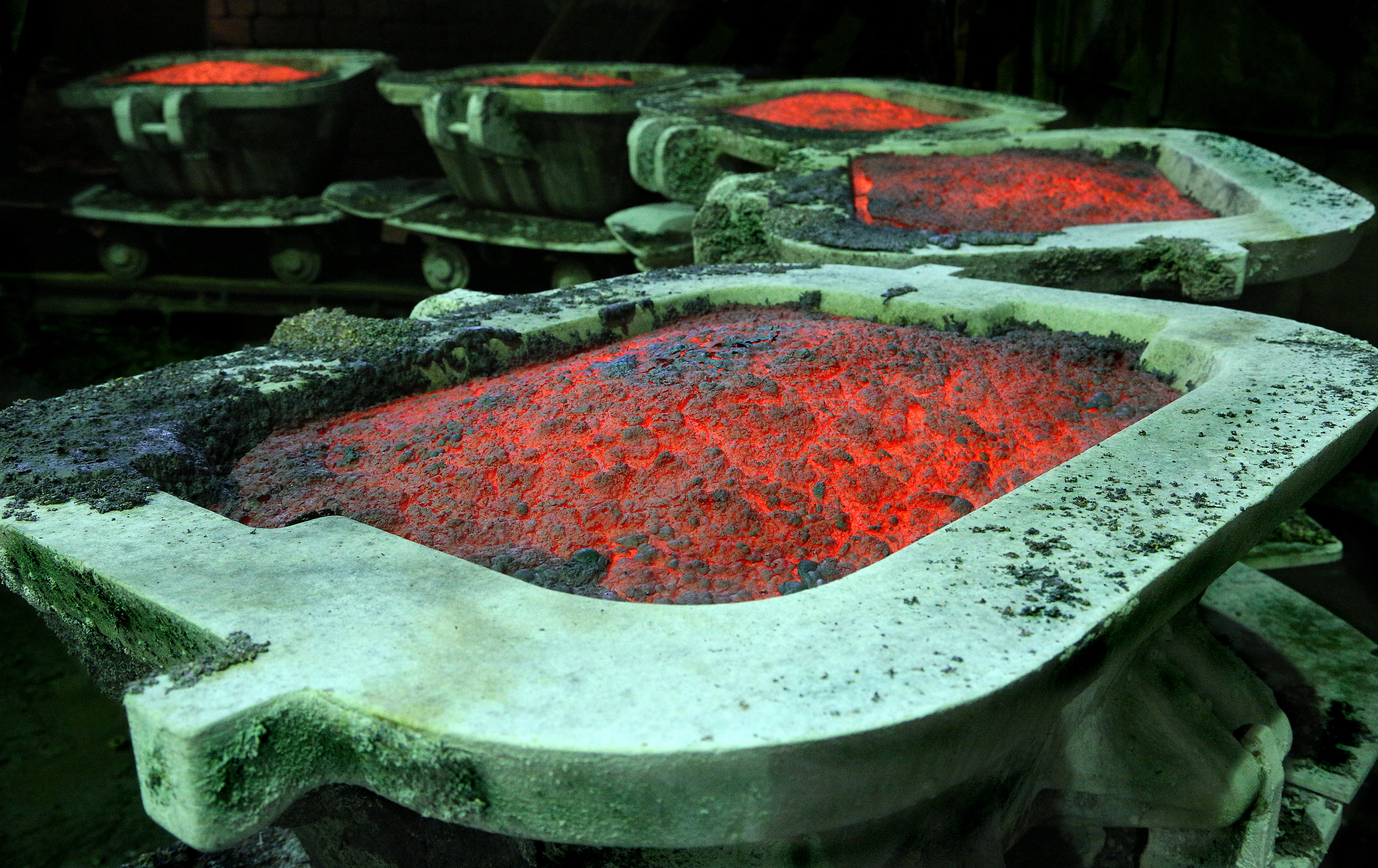
Черновая медь

Черновые металлы — некоторые цветные металлы, получаемые (при плавке руд) со значительным содержанием примесей (напр., черновая медь, свинец (веркблей), цинк и др.).
При дальнейшей очистке (рафинировании) примеси удаляются. К примеру, для очищения от примесей, веркблей сначала нагревают до температуры 900—1000 °C, и после начала процесса последующего охлаждения он быстро очищается от примесей, так как они плохо растворимы в свинце при несколько более низких температурах.